# See-Palme
Die See-Palme (Postelsia palmaeformis) ist eine Braunalge aus der Gruppe der Laminariales und die einzige Art der Gattung Postelsia. Sie ist an brandungsreichen Küsten des Nordost-Pazifik verbreitet.

## Beschreibung

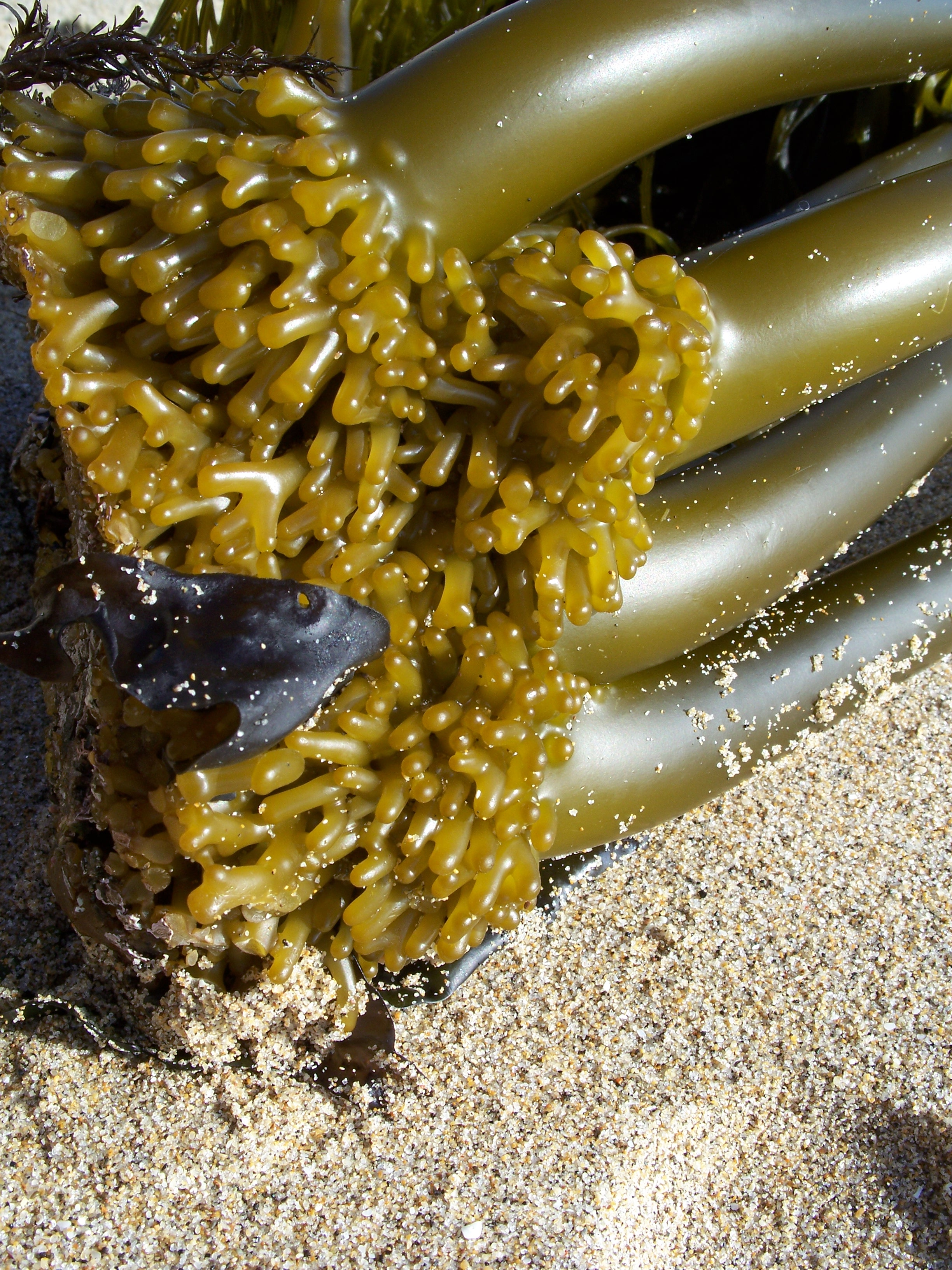
Haftorgan (Rhizoid) der See-Palme

Die See-Palme ist ein olivgrüner bis oliv-brauner Seetang, der eine Höhe von 20 bis 40, selten bis 60 Zentimeter erreicht. Der einjährige Thallus wächst aufrecht und ähnelt einer Palme mit Stamm und Blattschopf. Am felsigen Untergrund ist er mit einem Haftorgan (Rhizoid) aus relativ kurzen, verzweigten Hapteren verankert. Der Stiel (Cauloid) ist dick, röhrenförmig, federnd-elastisch und wird nach oben hin dünner. An seiner Spitze entspringen zahlreiche gestielte Blattorgane (Phylloide) von 10 bis 25 Zentimeter Länge. Diese sind schmal streifenförmig und laufen in eine Spitze aus. Die Blattfläche weist beidseitig tiefe parallele Furchen auf, die Blattränder sind gezähnt.

## Entwicklungszyklus
Wie bei allen Laminariales ist der sichtbare Tang der Sporophyt. Bei der See-Palme ist er einjährig und überlebt bis zum Winter, dann wird er von den heftigen Wellen meist abgerissen. Bereits im Spätfrühling bis Frühsommer werden in den tiefen Furchen der Phylloide die Sporen gebildet. Nach deren Freisetzung degeneriert das einzelne Blattorgan. Die unbeweglichen Sporen landen meist nahe der Basis des Sporophyten, setzen sich am Untergrund fest und entwickeln sich zu mikroskopisch kleinen männlichen und weiblichen Gametophyten, die nur aus Zellfäden bestehen. Die Gametophyten überleben bis zum späten Winter oder Vorfrühling, dann bilden sie Eizellen beziehungsweise Spermien. Nach der Befruchtung wächst aus der Zygote ein neuer Sporophyt heran.
Die Sporen können meist nur ein bis drei Meter Abstand überwinden. Die Ausbreitung über weitere Entfernungen erfolgt vermutlich über abgerissene Sporophyten, die ihre Sporen noch nicht freigesetzt haben.

## Vorkommen

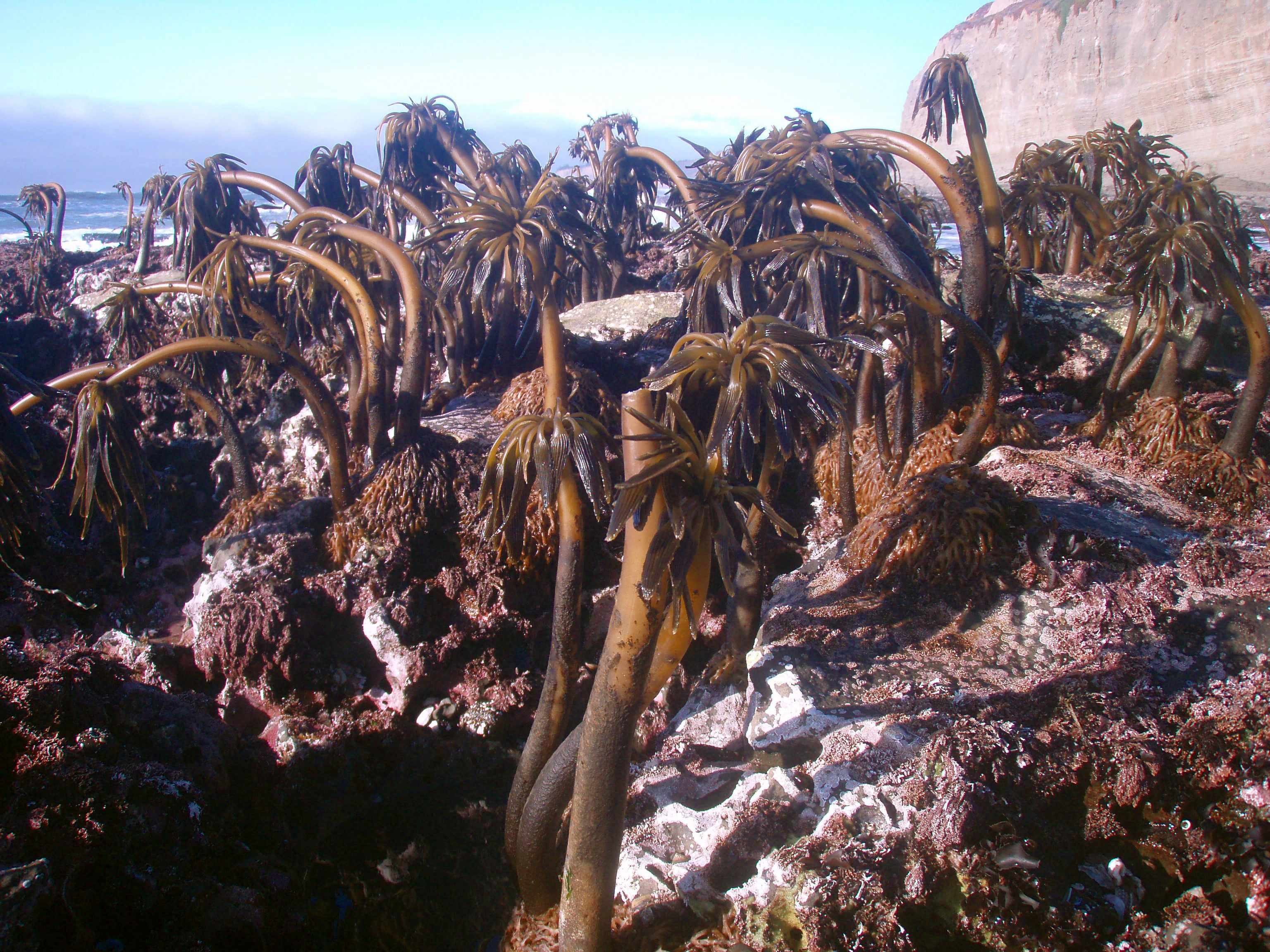
Bestand bei Niedrigwasser

Die See-Palme ist im Nordost-Pazifik an den Küsten von British Columbia bis nach Kalifornien verbreitet. Sie besiedelt felsigen Untergrund innerhalb der Gezeitenzone an Standorten, die starken Wellen ausgesetzt sind. Dort bildet sie oft dichte Bestände.

## Ökologie
Die See-Palme ist auf Standorte mit starker Brandung angewiesen. Sie erhält dort nicht nur ausreichend Nährstoffe und direktes Sonnenlicht. Vom Untergrund werden auch immer wieder Muscheln losgerissen, so dass dort ihre Sporen keimen können. Ihr Hauptkonkurrent um den Lebensraum ist die Muschel Mytilus californianus. Junge Sporophyten, die sich auf Muscheln, Rankenfußkrebsen und anderen Algen angesiedelt haben, reißen diese durch die Kraft der Wellen vom Felsen los, dadurch wird ebenfalls Platz für neue Sporophyten der See-Palme geschaffen.
Die Alge wird auch von Käferschnecken und Napfschnecken gefressen, durch ihr schnelles Wachstum wird sie dadurch aber weniger beeinträchtigt.

## Systematik
Die Erstbeschreibung der Art erfolgte 1852 durch Franz Josef Ruprecht (In: Neue oder unvöllstandig bekannte Pflanzen aus dem nördlichen Theile des Stillen Oceans. Mémoires de l’Académie Impériale des Sciences de Saint-Pétersbourg, Sixième Série, Sciences Naturelles 7: S. 55–82). Sie wurde zuerst nahe der Bodega Bay in Kalifornien gefunden. Ein späteres Synonym ist Virginia palma-maris Areschoug.
Postelsia palmaeformis ist die einzige Art der Gattung Postelsia. Der Gattungsname ehrt den baltendeutschen Naturforscher Alexander Postels. Die Gattung wird der Familie Laminariaceae zugeordnet.

## Nutzung
Postelsia palmaeformis ist essbar. Zur Erhaltung der Bestände ist in Kalifornien die Ernte für die gelegentliche Nutzung verboten. Es werden jedoch kostenpflichtige Lizenzen für die kommerzielle Nutzung vergeben. Die Ernte in den Jahren 2000 und 2001 wird auf zwei bis drei Tonnen geschätzt.
Die Blattorgane der See-Palme können roh verzehrt werden. Meist werden sie getrocknet in Asia-Märkten oder Naturkostläden verkauft und für Suppen und Salate verwendet.